# Ovojnica (matematika)
Ovójnica (tudi envelopa) je v geometriji družina krivulj v ravnini tako, da je krivulja tangenta na vse člane družine v isti točki. Točko na ovojnici se lahko predstavlja kot presečišče dveh sosednjih krivulj, kar je isto kot limita presekov bližnjih krivulj. To se lahko posploši na ploskve v prostoru in tudi na višje razsežnosti. Preprosto se to pove, da je ovojnica krivulje tangentna na vsak član družine krivulj (v ravnini) ali ploskev (v treh razsežnostih).

## Ovojnica družine krivulj
Naj bo vaka krivulja {\displaystyle C_{t}\,} v družini dana z {\displaystyle f_{t}(x,y)=0\,}, kjer je {\displaystyle t\,} parameter. Zapiše se {\displaystyle F(t,x,y)=f_{t}(x,y)\,} in se predpostavi, da je {\displaystyle F\,} diferenciabilna.
Ovojnica družine {\displaystyle C_{t}\,} je definirana kot množica točk za katere je:
{\displaystyle F(t,x,y)={\frac {\partial F}{\partial t}}(t,x,y)=0\!\,}
za vrednost {\displaystyle t\,}, kjer je:
- {\displaystyle \partial F/\partial t\,} parcialni odvod funkcije {\displaystyle F\,} glede na {\displaystyle t\,}.[1]

Kadar za {\displaystyle t\,} in {\displaystyle u\,}, ki sta dve vrednosti parametra, velja {\displaystyle t\neq u\,}, potem je presečišče krivulj {\displaystyle C_{t}\,} in {\displaystyle C_{u}\,} dano z:
{\displaystyle F(t,x,y)=F(u,x,y)=0\!\,,}
ali (kar je isto):
{\displaystyle F(t,x,y)={\frac {F(u,x,y)-F(t,x,y)}{u-t}}=0\!\,.}
Naj gre {\displaystyle u\to t\,} in dobi se zgornjo definicijo.

## Druge definicije
1. Ovojnica {\displaystyle E_{1}\,} je limita presečišč sosednjih krivulj {\displaystyle C_{t}\,}
2. Ovojnica {\displaystyle E_{2}\,} je krivulja, ki je tangentna na vse {\displaystyle C_{t}\,}
3. Ovojnica {\displaystyle E_{3}\,} je meja področja, ki je zapolnjeno s krivuljami {\displaystyle C_{t}\,}.

Velja {\displaystyle E_{1}\subseteq {\mathcal {D}}\,}, {\displaystyle E_{2}\subseteq {\mathcal {D}}\,} in {\displaystyle E_{3}\subseteq {\mathcal {D}}\,}.

## Ovojnica družine ploskev
Enoparametrična družina ploskev v trirazsežnem evklidskem prostoru je dana z enačbo:
{\displaystyle F(x,y,z,a)=0\!\,,}
kjer je {\displaystyle a\,} realni parameter.
Dve ploskvi, ki pripadata dvema različnima vrednostima {\displaystyle a\,} in {\displaystyle a^{\prime }\,}, se sekata na skupni krivulji, ki je določena z:
{\displaystyle F(x,y,z,a)=0,\,\,{F(x,y,z,a^{\prime })-F(x,y,z,a) \over a^{\prime }-a}=0\!\,.}
Ko se {\displaystyle a^{\prime }\,} približuje {\displaystyle a\,}, ta krivulja v točki {\displaystyle a\,} prehaja v krivuljo, ki je na ploskvi:
{\displaystyle F(x,y,z,a)=0,\,\,{\partial F \over \partial a}(x,y,z,a)=0\!\,.}
Ta krivulja se imenuje karakteristika družine v {\displaystyle a\,}. Ko {\displaystyle a\,} spreminja geometrijsko mesto te  karakteristične krivulje pri tem definira ploskev, ki se imenuje ovojnica družine ploskev.
Ovojnica družine ploskev je tangentna na vsako ploskev družine vzdolž karakteristične krivulje te ploskve.